# Albert Sarens
Albert Henri Louis Auguste Florent Emmanuel Sarens (ur. 25 grudnia 1878 w Brukseli, zm. w listopadzie 1922 tamże) – szermierz reprezentujący Belgię, uczestnik letnich igrzysk olimpijskich w Londynie w 1908 roku.